# Fortuna (chanteuse)
Fortunée Joyce Safdié, dite Fortuna, née en 1958 à São Paulo, est une auteur-compositeur-interprète et chanteuse brésilienne d'origine juive. Depuis 1992 elle chante en judéo-espagnol.

## Biographie
Née en 1958 à São Paulo dans une famille séfarade, elle est attirée par la musique et le chant depuis l'enfance, mais l'année qui a changé sa vie artistique est 1991, à l'occasion d'un voyage en Israël. À partir de ce moment, elle commence à se rapprocher de la culture et de la musique séfarade et cherche à retravailler d'anciennes mélodies dans un style moderne.
Elle s'est produite en concert dans de nombreuses villes, tant au Brésil (Recife, Porto Alegre, João Pessoa, Manaus, Belo Horizonte, Curitiba, Rio de Janeiro, Salvador) qu'à l'étranger (Paris, New York (Nations Unies), Miami, Amsterdam, La Haye, Anvers, Evora, Buenos Aires, Santiago, Caracas et Jérusalem à l'occasion du trois millième anniversaire de la fondation de la ville.

### Collaborations
Elle a chanté avec la chorale des moines bénédictins de l'abbaye Saint-Benoît de São Paulo et avec la chorale des Guri (pt) composée d'adolescents de São Paulo. Dans les années 1980, elle a également collaboré avec le poète judéo-brésilien Paulo Leminski.

## Discographie
- Coletânea 15 anos
- Na casa da Ruth (CD et DVD)
- Novo Mundo - 2005[6],[7]
- Encontros - 2003[7]
- Caelestia (CD et DVD) - 2001[7]
- Mazal - 2000[7]
- Mediterrâneo - 1998[7]
- Cantigas - 1998[7]
- La Prima Vez - 1998[7]
- Ao Vivo ( CD et DVD)
- Tic Tic Tati (CD et DVD)

## Prix et décorations
- 1997 : 10e Prêmio da Música Brasileira[8], pour Mediterraneo, meilleur album en langue étrangère
- 1997 : 10e Prix Sharp dans la catégorie musique, avec Mediterraneo, meilleur Album en langue étrangère
- 2013 : 24e Prêmio da Música Brasileira, pour le CD Tic Tic Tati, comme meilleur Album pour les enfants et Projeto Visual
- 2014 : Prêmio Governador do Estado[9], pour le DVD Tic Tic Tati, votation populaire dans la catégorie Art pour les enfants.